# Branko Reisp
Branko Reisp, slovenski bibliotekar in zgodovinar, *17. julij 1928, Žiri, † 9. januar 2009.

## Šolanje
Leta 1959 je diplomiral iz zgodovine na Filozofski fakulteti v Ljubljani. Leta 1982 je doktoriral iz zgodovinskih znanosti s tezo Kranjski polihistor Janez Vajkard Valvasor.

## Delo
Leta 1959 se je zaposlil v knjižnici Narodnega muzeja Slovenije, kjer je deloval vse do upokojitve leta 1998 in jo  tudi vodil med letoma 1964 in 1994 (v funkciji vodje oddelka v osrednji muzejski hiši). Leta 1962 je opravil bibliotekarski izpit in kasneje aktivno sodeloval pri vzgoji novih knjižničarjev. V letih 1975-1992 je v NUK-u predaval o zgodovini knjige in knjižnic na tečajih za pripravo na strokovne izpite. Bil je tudi član izpitne komisije za priznavanje kvalifikacij iz bibliotekarske stroke. V študijskih letih 1983/84 do 1988/89 je predaval (od 1985 kot izredni profesor) na Oddelku za zgodovino na Filozofski fakulteti v Ljubljani; 1990 je bil habilitiran za rednega profesorja. Na novo ustanovljenem Oddelku za bibliotekarstvo je v študijskih letih 1992/93 do 1996/97 predaval predmet Razvoj tiska in knjige. 
Dosegel je najvišje strokovne in znanstvene nazive. Leta 1974 je postal bibliotekarski svetovalec, leta 1990 redni profesor za starejšo zgodovino in leta 1996 muzejski svetnik.

## Nagrade
1985- Čopova diploma
1989- Valvasorjeva nagrada za življenjsko delo

## Objave, pomembna dela
Dr. Branko Reisp je objavljal članke v reviji Knjižnica. Pisal je poročila o knjižnih razstavah v študijskih knjižnicah, o razstavi, ki jo je organiziral v Trubarjevem antikvariatu - Sprehod med starimi vezavami (Knjižnica 11, 1967, 123-125), sestavil je Pregled zgodovinopisja o knjižnicah na Slovenskem (Knjižnica 18, 1974, 161-173). Pisal je razprave o tiskarjih in tiskarstvu na Slovenskem, ki so bile objavljene v Kroniki: časopisu za slovensko krajevno zgodovino in drugih monografskih publikacijah. Zavzeto je preučeval Janeza Vajkarda Valvasorja in leta 1981 o njem napisal disertacijo. Kasneje je sodeloval pri ponatisih, razstavah in simpozijih, ki so bili z njim povezani. V zadnjih letih je pripravil tri monografske publikacije: 
- Gradovi dežele Kranjske (Slovenska matica, 1998)
- Redki stari tiski (Slovenska matica, 2001) in
- Zgodbe in podobe iz naše preteklosti (Slovenska matica, 2008), kjer je dopolnil svoje starejše objave.

Raziskoval je slovensko splošno in kulturno zgodovino od 16. do 19. stoletja. Sam ali v sodelovanju z drugimi je pripravil več zgodovinskih razstav s spremnimi publikacijami.